# Paradoks pijaka

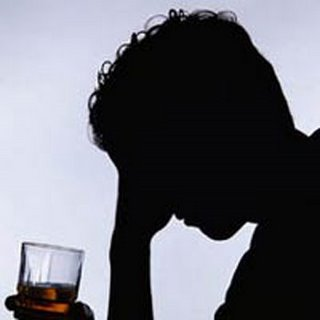
Paradoksalne rozumowanie zdaje się dowodzić, że kto pije, jest święty

Paradoks pijaka – średniowieczny paradoks wieloznaczności zaliczany do błędów ekwiwokacji. Paradoks pijaka powstał w średniowieczu. Został wymyślony przez żaków. W oryginalnej, łacińskiej wersji treść paradoksu przedstawia się słowami:
Qui bibit, dormit; qui dormit, non peccat; qui non peccat, sanctus est; ergo: qui bibit, sanctus est.
Na język polski tłumaczy się go następująco:
„Kto pije, ten śpi; kto śpi, nie grzeszy; kto nie grzeszy, jest święty; zatem: kto pije, jest święty.”
W rezultacie tworzą się następujące implikacje:
pije → śpi,
śpi → ¬grzeszy,
¬grzeszy → święty,
co w rezultacie z uwagi na przechodniość implikacji prowadzi do
pije → śpi → ¬grzeszy → święty,
a po wielokrotnym zastosowaniu schematu wnioskowania modus ponendo ponens (reguły odrywania) jest
pije → święty,
czyli „kto pije, ten jest święty”.

## Klasyfikacja i rozwiązanie
Paradoks pijaka zalicza się do paradoksów wieloznaczności, dokładniej zaś stanowi błąd ekwiwokacji (fallacia aequivocationis). Do popełnienia tego błędu w rozumowaniu dochodzi, gdy w danym rozumowaniu ten sam termin występuje w dwóch różnych znaczeniach. Występują w nim dwie przesłanki i w każdej z nich występuje ten termin – ale każda z nich będzie prawdziwa tylko pod tym warunkiem, że rozpatrywany termin będzie występował w niej w znaczeniu innym, niż w drugiej. Dopiero wtedy obie przesłanki będą prawdziwe. W rzeczywistości nie mówiąc o tym samym, nie prowadzą one do konkluzji. Mogą one jednak sprawiać wrażenie, że za każdym razem chodzi o ten sam przedmiot – stąd bierze się niezgodne z prawdą wrażenie, że rozumowanie jest poprawne
W przypadku paradoksu pijaka rozpatrzyć należy znaczenie słowa „grzeszy”. „Jeśli ktoś śpi, to nie grzeszy” – ale tylko w trakcie snu. Zdanie to informuje, że osoba śpiąca nie odpowiada moralnie za czyny popełnione w trakcie snu, nie może więc w trakcie snu, będąc nieświadoma, popełnić czynów moralnie złych, a więc nie może w trakcie snu grzeszyć, aż do czasu, kiedy się zbudzi. Wtedy będzie mogła grzeszyć nadal. W zdaniu „kto nie grzeszy, ten jest święty” nie chodzi bynajmniej o jakąś krótkotrwałą przerwę w grzeszeniu, spowodowaną choćby snem. Jeśli czyjeś życie polega na grzeszeniu z przerwami, nie będzie to świadczyć o świętości, w przeciwieństwie do życia osoby, która wystrzegała się grzechu przez większą część swego życia. W rezultacie w zaprezentowanym rozumowaniu wyraz „grzeszy” ma w przesłankach zupełnie odmienne znaczenie.  W przedstawionej formalizacji należałoby nanieść niezbędną poprawkę, rozróżniając grzeszy na grzeszy1 i grzeszy2, by grzeszy1 wraz śpi oznaczało „podczas snu się nie grzeszy”, a grzeszy2 wraz z święty – „kto żyje bez grzechu, ten jest święty”. Miałaby ona wtedy następującą postać:
pije → śpi,
śpi → ¬grzeszy1,
¬grzeszy2 → święty,
skąd w żaden sposób nie wynika podana wcześniej konkluzja o świętości.